# Isotogastrura
Isotogastrura is een geslacht van springstaarten uit de familie Isotogastruridae en telt 7 soorten.

## Taxonomie
- Isotogastrura ahuizotli - Palacios-Vargas, JG et Thibaud, J-M, 1998
- Isotogastrura arenicola - Thibaud, J-M et Najt, J, 1992
- Isotogastrura atuberculata - Palacios & Thibaud, 2001
- Isotogastrura coronata - Fjellberg, 1995
- Isotogastrura litoralis - Thibaud, J-M et Weiner, WM in Najt, J et Matile, L, 1997
- Isotogastrura madagascariensis - Thibaud, J-M, 2008
- Isotogastrura veracruzana - Palacios-Vargas, JG et Thibaud, J-M, 1998